# Бригаде националних мањина у НОВЈ
У току Народноослободилачке борбе народа Југославије, од 1941. до 1945. године у Народноослободилачке војске Југуославије, поред припадника свих народа Југославије, борили су се и припадници свих националних мањина: Мађари, Италијани, Албанци, Чеси, Словаци, Бугари, Румуни и Немци.
У оквиру Народноослободилачке војске Југуославије су биле формиране посебне бригаде, које су сачињавали припадници националних мањина, па су тако биле формиране по једна чехословачка (у Хрватској), словачка (у Војводини), албанска (звала се шиптарска), мађарска и 16 италијанских. Руска бригада и француска бригада „Либерте“ биле су формиране од бивших совјетских и француских ратних заробљеника који су се у окупираној Словенији налазили у италијанским и немачким логорима, а након ослобођења прикључили се партизанима у антифашистичкој борби.
Поред припадника италијанске националне мањине у Југославије, у Народноослободилачкој војсци Југуославије борили су се и бивши италијански војници (антифашисти), који су после капитулације Италије, септембра 1943. године, прешли на страну НОВЈ. У почетку су били најпре формирани италијански партизански одреди, батаљони и чете, а потом због повећања прилива нових бораца, поготово у деловима Словеније с италијанским становништвом и пограничном појасу с Италијом, гормирано је укупно 19. италијанских бригада које су се бориле у оквиру три италијанске дивизије у НОВЈ: „Венеција“, „Гарибалди“ и „Гарибалди Натисоне“.

## Списак бригада националних мањина у НОВЈ
| назив                                    | датум формирања     | место формирања          | одликовања |
| ---------------------------------------- | ------------------- | ------------------------ | ---------- |
| Прва чехословачка бригада „Јан Жишка“    | 23. октобар 1943.   | Бучје, код Пакраца       | ОЗН и ОБЈ  |
| Четврта шиптарска бригада                | 26. август 1944.    | околина Струге           | ОБЈ        |
| Прва словачка бригада (XIV војвођанска)  | 11. новембар 1944.  | Бачки Петровац           | ОБЈ        |
| Бригада „Шандор Петефи“ (XV војвођанска) | 31. децембар 1944.  | Кишчањ, Мађарска         | ОБЈ        |
| Бугарска бригада „Георги Димитров“       | јун 1944.           | Лебане                   |            |
| Француска бригада „Либерте“              | април 1945.         | Подљубељ                 |            |
| Прва руска бригада                       | 5. мај 1945.        | Шемпас                   |            |
| Италијанске бригаде                      |                     |                          |            |
| Тржашка ударна бригада                   | 24. септембар 1943. | Татре, код Бркина        | ОБЈ        |
| Прва бригада дивизије „Венеција“         | октобар 1943.       |                          |            |
| Друга бригада дивизије „Венеција“        | октобар 1943.       |                          |            |
| Трећа бригада дивизије „Венеција“        | октобар 1943.       |                          |            |
| Четврта бригада дивизије „Венеција“      | октобар 1943.       |                          |            |
| Пета бригада дивизије „Венеција“         | октобар 1943.       |                          |            |
| Бригада „Италија“                        | 28. октобар 1943.   | Београд                  | ОЗН и ОБЈ  |
| 156. бригада „“                          | 30. октобар 1944.   |                          | ОБЈ        |
| 157. бригада „“                          | 30. октобар 1944.   |                          | ОБЈ        |
| 158. бригада „“                          | 30. октобар 1944.   |                          | ОБЈ        |
| Прва бригада дивизије „Гарибалди“        | 2. децембар 1943.   | Пљевља                   | ОЗН и ОБЈ  |
| Друга бригада дивизије „Гарибалди“       | 2. децембар 1943.   | Пљевља                   | ОЗН и ОБЈ  |
| Трећа бригада дивизије „Гарибалди“       | 2. децембар 1943.   | Пљевља                   | ОЗН и ОБЈ  |
| Четврта бригада дивизије „Гарибалди“     | 2. децембар 1943.   | Пљевља                   | ОЗН и ОБЈ  |
| Пета бригада дивизије „Гарибалди“        | 2. децембар 1943.   | Пљевља                   | ОЗН и ОБЈ  |
| Бригада „Фонтанот“                       | 16. децембар 1944.  | Храст, код Долњег Сухора | ОБЈ        |